# Camp de prisonniers de Prin-Deyrançon
 (novembre 2012).
Si vous disposez d'ouvrages ou d'articles de référence ou si vous connaissez des sites web de qualité traitant du thème abordé ici, merci de compléter l'article en donnant les références utiles à sa vérifiabilité et en les liant à la section « Notes et références ».
Le camp de prisonniers de Prin-Deyrançon est un camp de prisonniers de guerre établi par les Allemands en 1940 dans la commune française de Prin-Deyrançon dans l'ouest de la France.
Après la libération de la France, ce sont des prisonniers allemands qui ont été détenus dans le camp.

## Avant la libération
L'histoire du camp de prisonniers de Prin-Deyrançon est très confuse. Elle commencerait avec l'occupation allemande de la région au cours de l'été 1940. Selon Paul Bourreau (ancien résistant) les forces d'occupation seraient tout d'abord arrivées à Mauzé-sur-le-Mignon pour établir leur quartier général dans le grand château bordant le Mignon. Pierre Nicolas déclare que ce camp aurait été également édifié courant 1940. [réf. nécessaire]
Michel Servant et Pierre Cagnoux, qui allaient tous les deux occuper la fonction de Maire de la commune beaucoup plus tard, furent réquisitionnés par les Allemands pour participer à la mise en place de la clôture. Ils étaient alors âgés de 15 ans.
On sait peu de chose sur cette période d'activité du camp sous le régime allemand. Certains anciens du village auraient vu des Sénégalais laver du linge à leur lavoir et d'autres déclarent y avoir vu des Russes, ce qui implique un régime de semi-liberté.[réf. nécessaire]
On ne retrouve pas d'archives sur la façon dont les terrains ont été réquisitionnés par les Allemands pour y établir ce camp ; ces dernières auraient brûlé dans un incendie selon d'autres.
Lors de la libération de Niort, les archives de la Gestapo (qui avait son siège rue Alsace-Lorraine) ont été récupérées par la Résistance qui y avait découvert de nombreuses lettres de dénonciation... Ces archives ont été conservées par des personnes privées et ne figurent pas dans les Archives Départementales.    

## Après la libération
L'histoire du camp de prisonniers de Prin-Deyrançon apparaît dans les écrits avec l'ouvrage de Jacques Perruchon (Camps d'internement en Poitou-Charentes et Vendée 1939-1948, paru en 2003 aux éditions Le Croît vif). On apprend dans cet ouvrage que la présence des poches de La Rochelle et de Royan et la reddition massive d'avril et mai 1945 expliquent sa création.
Mais à aucun moment il n'est question de l'antériorité, alors que toute la mémoire locale explique que le fameux camp avait été édifié par les Allemands et qu'au final c'est eux qui se seraient retrouvés enfermés [réf. nécessaire].
Le livre de Jacques Perruchon consacre un chapitre particulier au camp de prisonniers de Prin-Deyrançon passé sous administration française. Il y relate que ce passage se fait en mai 1945 sous le terme de dépôt P.G.A no 93 par P.G.A. [Quoi ?]. Toujours selon Jacques Perruchon, les prisonniers regroupés en « commandos » étaient répartis chez différents employeurs pour se retrouver dans la même situation que les prisonniers de guerre français en Allemagne. 
Des anciens de la commune arrivés plus tard en 1948 confirment avoir rencontré ces travailleurs dans les exploitations agricoles, ce qui constituait une main d'œuvre bon marché. Cette date de 1948 correspond également à la fin de ce camp.
Le dépôt de Prin-Deyrançon, commandé par un capitaine toujours selon Perruchon, se signale par un nombre important d'évasions dans des circonstances qui montraient à l'évidence des complicités françaises. En effet les prisonniers allemands évadés de ce camp étaient retrouvés avec des costumes civils ou bien avec des vêtements couleur kaki, expression pudique pour ne pas avoir à dire qu'on leur fournissait des uniformes militaires.
Une enquête de gendarmerie est donc diligentée par la brigade de gendarmerie de Mauzé-sur-le-Mignon, qui se présente à l'entrée du camp le 26 mars 1946 au matin et qui se voit refuser son entrée par un sous-officier. L'après-midi, ils sont reçus par un lieutenant qui leur confirme que trois soldats SS étaient portés disparus depuis le 21 mars. Ces hommes se seraient évadés dans la nuit entre 21 heures et 7 heures du matin. Les gendarmes poursuivant leur enquête apprennent dans le village qu'une huitaine de jours plus tôt cinq prisonniers habillés en officiers français avaient tenté de s'évader.
De nombreux habitants du village dénonçaient le laxisme qui régnait dans ce camp et la rumeur publique accuse la maîtresse du commandant du dépôt de complicité active dans ces évasions.

## Histoire contemporaine du camp
Cet endroit a toujours attiré la curiosité des nouveaux arrivants découvrant ce lieu, seul vestige de la Seconde Guerre mondiale sur le territoire de la commune. Il semble que les habitants de Prin-Deyrançon propriétaires des terrains aient voulu en démantelant les baraquements que toutes les traces de ce passé disparaissent. Aujourd'hui c'est devenu une chèvrerie avec visite pédagogique sur les chèvres et l'histoire du lieu. Des vestiges comme l'entrée sont toujours là ainsi que certains emplacements de baraquements.